# Bitka pri Anhialu (708)
Bitka pri Anhialu (bolgarsko Битката при Анхиало, Bitkata pri Anhialo) leta 708 je bil vojaški spopad med Bolgari in Bizantinci v bližini sedanjega Pomorja na bolgarski črnomorski obali.

## Ozadje in bitka
Leta 705 je bolgarski kan Tervel pomagal bivšemu bizantinskemu cesarju Justinijanu II., da je po deset letih izgnanstva ponovno prišel na bizantinski prestol. Justinijan mu je uslugo plačal z velikansko količino zlata, srebra in svile in ozemljem Zagore od Stare Zagore in Slivena in Črnim morjem. Deset let kasneje se je Justinijan počutil dovolj močnega, da je napadel Bolgarijo in poskušal ponovno vzpostaviti svojo oblast nad podarjenim ozemljem.

## Bitka
Bizantinci so prodrli do anhilajske trdnjave in se utaborili, vendar niso vedeli, da je v bližini bolgarska vojska. Medtem ko so napadalci v okolici zbirali hrano, je Tervel s konjenico napadel njihove  najbolj oddaljene enote, pehota pa je istočasno napadla njihov tabor. Presenečenje je popolnoma zmedlo bizantinsko vojsko. Večina njihovih vojakov je bila ubita ali ujeta. Bolgari so zaplenili veliko konj in orožja. Justinijan je bil eden od redkih srečnežev, ki jim je uspelo pobegniti v trdnjavo in od tam z ladjo v Konstantinopel. 

## Posledice
Bolgari so za nekaj stoletij zavarovali ozemeljske pridobitve. Ko je bil Justinijan II.  zaradi nemirov leta 711 ponovno zaprositi za pomoč, mu je Tervel poslal samo 3.000 mož. Njegova vojska se je po nekaj spopadih vrnila v Bolgarijo, Justinijan II. pa je bil na ukaz novega cesarja  usmrčen.

## Vira
- Atanas Rajčev in drugi. 1300 godini na straža. Voenno izdatelstvo, Sofija, 1984.
- Jordan Andreev, Milčo Lalkov. Bǎlgarskite hanove I care. Veliko Tǎrnovo, 1996.